# Kozly (ort i Tjeckien)
Kozly är en ort i Tjeckien. Den ligger i den norra delen av landet, 60 km norr om huvudstaden Prag. Kozly ligger 387 meter över havet och antalet invånare är 117.
Terrängen runt Kozly är kuperad åt nordväst, men åt sydost är den platt.Runt Kozly är det tätbefolkat, med 369 invånare per kvadratkilometer. Närmaste större samhälle är Česká Lípa, 6,6 km nordost om Kozly. Runt Kozly är det i huvudsak tätbebyggt.